# Michael Mellinger
Michael Mellinger (* 30. Mai 1929 in Kochel am See, Bayern; † 17. März 2004 in London) war ein deutsch-englischer Schauspieler.

## Leben
Michael Mellinger wurde in der oberbayerischen Gemeinde Kochel geboren. Er entstammte einer Familie von Schauspielern.
Er wurde in ein Internat nach England geschickt und machte am North London Polytechnic seinen Abschluss als Radiotechniker. Er assimilierte sich in die britische Gesellschaft und trat den Royal Electrical and Mechanical Engineers bei. Während des Zweiten Weltkrieges diente er auf Seiten der Briten in Burma und Ceylon mit dem Radio SEAC, wo er als Disc Jockey tätig war. Bevor er dem REME beigetreten war, hatte Winston Churchill den Befehl: ‘Collar the lot’ ausgegeben. Dieser führte dazu, dass Mellinger, so wie viele deutsch-jüdische Immigranten, die vor Hitler geflohen waren, als Enemy Alien (feindlicher Ausländer) eingestuft worden war. Er wurde in ein Internierungslager bei Kempton Park (Surrey) verbracht. Später wurde er mit der Dunera nach Australien gebracht. Nach der Internierung trat er der britischen Armee bei. Er bildete sich später an der Central School of Speech and Drama weiter. Er wurde Mitglied der Royal Shakespeare Company und des Berliner Ensemble. Seine bekannteste Rolle war die des Handlangers Kisch im Bond-Film Goldfinger. Hier erfolgte ein spektakulärer Sturz, den Mellinger aber nicht selbst machte: Der Stuntman Bob Simmons übernahm den Sturz.
Michael Mellinger war mit der Schauspielerin Renee Goddard verheiratet. Sie hatten zwei Töchter. Er verstarb am 17. März 2004 im Alter von 74 Jahren.

## Filmographie
- 1951: Des Königs Admiral (Captain Horatio Hornblower R.N.)
- 1953: Abenteuer in Algier (South of Algiers)
- 1954: Ins Paradies verdammt (The Beachcomber)
- 1954: Radio Cab Murder
- 1957: Stars in Your Eyes
- 1958: Three Crooked Men
- 1960: Geheimakte M (Man on a String)
- 1961–1962: Mit Schirm, Charme und Melone (The Avengers, Fernsehserie, 2 Folgen)
- 1963: Schmutzige Konkurrenz (The Rivals)
- 1964: James Bond 007 – Goldfinger (Goldfinger)
- 1968: Alles unter Kontrolle – keiner blickt durch (Carry On… Up the Khyber)
- 1968: Simon Templar (Fernsehserie, 1 Folge)
- 1969: Department S (Fernsehserie, 1 Folge)
- 1971: Die Ratten von Amsterdam (Puppet on a Chain)
- 1971: Paul Temple (Fernsehserie, 1 Folge)
- 1978: Licking Hitler
- 1980: Das Erwachen der Sphinx (The Awakening)
- 1981: Die Nadel (Eye of the Needle)
- 1983: Im Schatten der Erinnerung (Ascendancy)
- 1984: Liebe ohne Ausweg (Until September)
- 1987: Drei abgebrühte Supercops (Three Kinds of Heat)
- 1988: Agent ohne Namen (The Bourne Identity)
- 1990: Der Marsch (The March)
- 1990–1991: Jim Bergerac ermittelt (Bergerac, Fernsehserie, 6 Folgen)
- 1992: Agatha Christie’s Poirot (Fernsehserie, 1 Folge)
- 1993: Die Abenteuer des jungen Indiana Jones (The Young Indiana Jones Chronicles)
- 2000: Gladiator
- 2001: Die Liebe der Charlotte Gray (Charlotte Gray)
- 2002: Kleine schmutzige Tricks (Dirty Pretty Things)